# Ropsten (Lidingöbanan)
För tunnelbanestationen Ropsten, se Ropsten (tunnelbanestation).
Ropsten är ändstation för Lidingöbanan. Den nuvarande entrén öppnade år 1967 i anslutningen till tunnelbanans nyöppnade röda linje. Eftersom innerstadens spårvägsnät lades ned samma år som tunnelbanesträckan invigdes upphörde möjligheten för Lidingötågen att nå sin tidigare ändhållplats vid Humlegården, varför en ny terminal anlades i anslutning till Ropstens tunnelbanestation. Lidingöbanans byggnad är utförd i korrugerad plåt.
Under perioden 21 juni 2013 till 24 oktober 2015 var Lidingöbanan avstängd och trafiken ersattes med buss. Stationen byggdes om för bredare vagnar av typ A36 och i samband med det revs spår nummer tre. I stationshuset finns det också en kiosk. Ropsten är den station på Lidingöbanan som har det största antalet påstigningar per dygn.

## Framtid[uppföljningsaknas]
Den 11 oktober 2022 öppnades en ny bro för Lidingöbanan, Lilla Lidingöbron. I samband med det planeras även en annan utformning av hållplatsen, som då får 65 meter långa plattformar, samma längd som övriga hållplatser på Lidingöbanan har sedan ombyggnaden 2015.